# Delta-valerolactona
delta-Valerolactona é uma lactona usada como intermediário em processos como a produção de poliésteres. É um isômero estrutural da gama-valerolactona.